# Radogoszcz (gród)

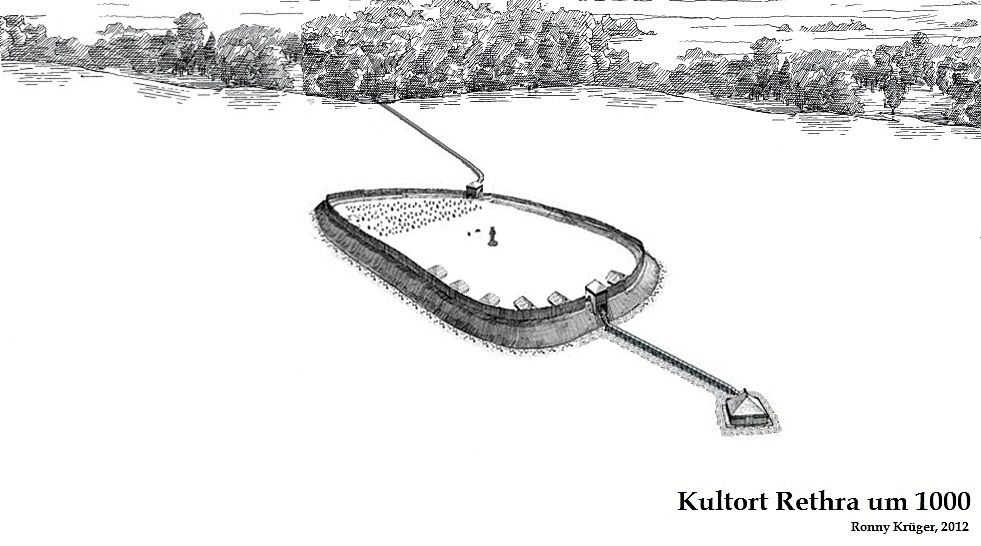
Rekonstrukcja grodu na wyspie w jeziorze Fischerinsel, przypuszczalnie Radogoszcz

Radogoszcz (Retra) wymieniana również jako Radegost, Riedigost (niem. Redigast, Radigast, Rethra) – centrum kultu Radogosta-Swarożyca oraz główny ośrodek polityczny Związku Wieleckiego (Luciców), leżący na terenach plemienia Redarów. Zrównana z ziemią po podbiciu Wieletów przez Święte Cesarstwo Rzymskie.
Najważniejsza świątynia słowiańska (nie tylko) na Połabiu. Po jej zniszczeniu rolę głównej świątyni przejęła Arkona (jednocześnie skarbiec plemienia Ranów, morskiego postrachu Bałtyku), zbudowana na skalistym cyplu wyspy Rugia – zdobyta, zniszczona i ograbiona przez duńskiego Waldemara i posiłkujących Sasów oraz zhołdowanych (po śmierci Niklota w 1160 r.) Obodrytów w roku 1168.
Dokładne położenie miejscowości nie jest znane; najwiarygodniejsze jest utożsamienie Radogoszczy z grodem i osadą słowiańską odkrytymi w wyniku badań archeologicznych w miejscowości Gross Raden w Meklemburgii, gdzie odkryto pozostałości świątyni pogańskiej. Inna koncepcja wskazuje na Alt Rehse – wieś w Niemczech k. Neubrandenburga (Meklemburgia-Pomorze Przednie), nad jeziorem Tollense (Dołęża). Istnieje także teza, jakoby gród znajdował się na terenach obecnego Berlina.
Radogoszcz znana jest z opisów niemieckich kronikarzy: 
- w XI wieku – Thietmara z Merseburga i Adama z Bremy,
- w XII wieku – mnicha Helmolda, proboszcza z Bozowa (niem. Bosau) (Slawenchronik – Kronika Słowian – powstała już po papieskiej krucjacie połabskiej, mającej miejsce w 1147 roku i wykonanej głównie siłami Sasów i Duńczyków).

Najdokładniejszy opis grodu, a przede wszystkim świątyni, pochodzi z kroniki Thietmara:

Jest w kraju Redarów pewien gród o trójkątnym kształcie i trzech bramach doń wiodących, zwany Radogoszcz, który otacza zewsząd wielka puszcza, ręką tubylców nie tknięta i jak świętość czczona. Dwie bramy tego grodu stoją otworem dla wszystkich wchodzących, trzecia od strony wschodniej jest najmniejsza i wychodzi na ścieżkę, która prowadzi do położonego obok i strasznie wyglądającego jeziora. W grodzie znajduje się tylko jedna świątynia, zbudowana misternie z drzewa i spoczywająca na fundamencie z rogów dzikich zwierząt. Jej ściany zewnętrzne zdobią różne wizerunki bogów i bogiń – jak można zauważyć, patrząc z bliska – w przedziwny rzeźbione sposób, wewnątrz zaś stoją bogowie zrobieni ludzką ręką w straszliwych hełmach i pancerzach, każdy z wyrytym u spodu imieniem. Pierwszy spośród nich nazywa się Swarożyc i szczególnej doznaje czci u wszystkich pogan. Znajdują się tam również sztandary (stanice), których nigdzie stąd nie zabierają, chyba że są potrzebne na wyprawę wojenną i wówczas niosą je piesi wojownicy. Do strzeżenia tego wszystkiego z należytą pieczołowitością ustanowili tubylcy osobnych kapłanów.

## Kalendarium
- 957 – cesarz Otton I poprowadził wyprawę przeciw Redarom,
- 965 – pierwsza pisana wzmianka o okolicy,
- 1002 – Thietmar, biskup merseburski w swojej kronice opisał gród (Redigast lub Radigast), gdzie Redarowie oddawali cześć Swarożycowi,
- 1018 – powstanie Obodrzyców pod wodzą kapłanów z Retry,
- 1057 – o wpływy związane ze świątynią wybucha wojna domowa w Związku Wieleckim
- 1066 – zryw plemion związku wieleckiego; rzekome złożenie w ofierze Radogostowi głowy schwytanego biskupa meklemburskiego Jana (Johannesa),
- zimą z 1067 na 1068 – biskup Burchard z Halberstadt poprowadził wyprawę wojenną przeciw Wieletom, zdobył i spustoszył kraj Redarów (w tym Retrę) i powrócił do Saksonii na świętym rumaku Swarożyca,
- 1125 – zburzenie grodu przez wojska króla niemieckiego Lotara III.